# 舞田站

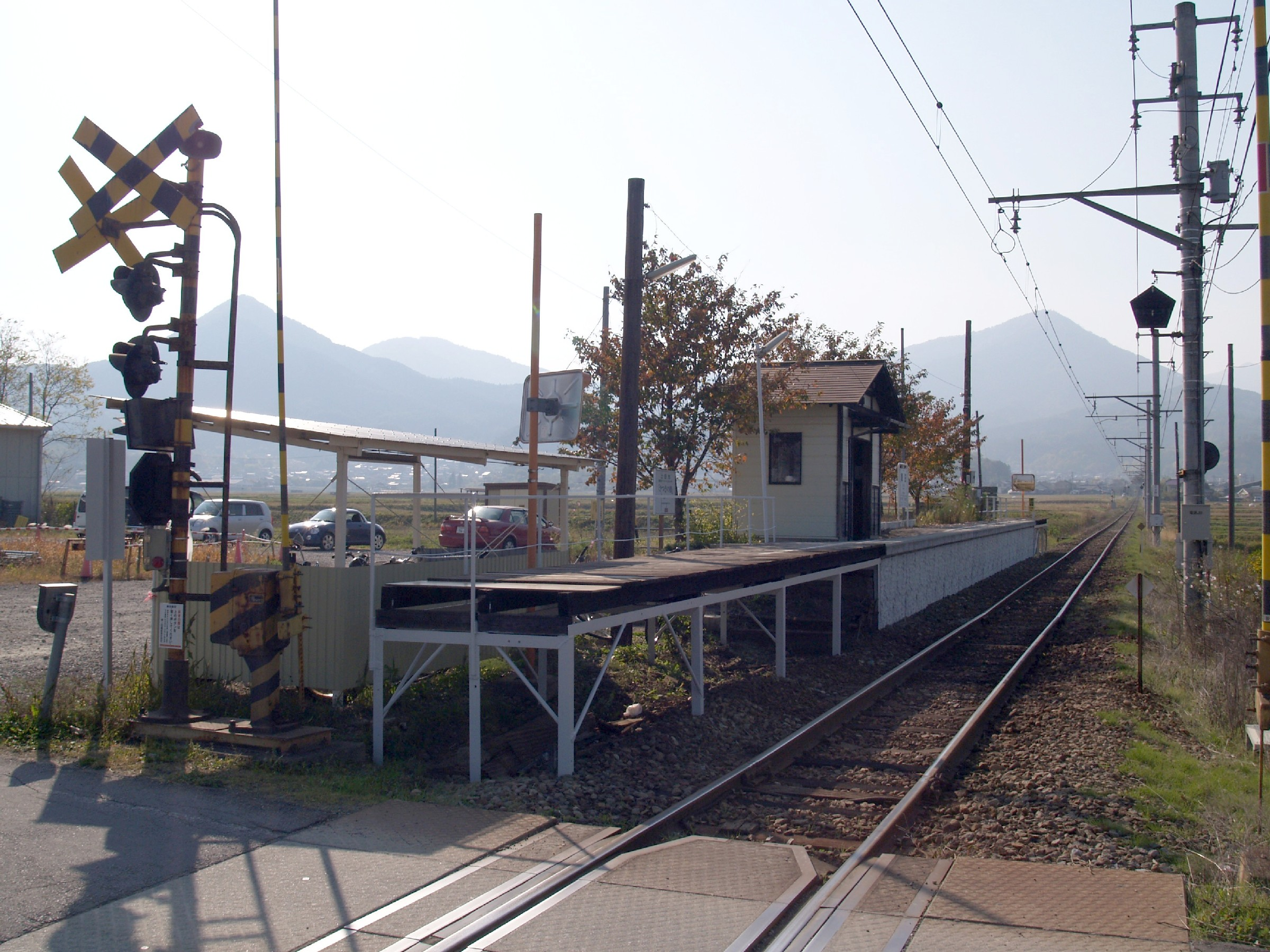
月台（2009年10月）

舞田站（日语：／ Maita eki */?）是位於長野縣上田市舞田字柳堂，上田電鐵的別所線車站。車站編號為BE13。

## 歷史
- 1921年（大正10年）6月17日：上田溫泉電軌川西線車站啟用[1]。
- 1939年（昭和14年）
  - 3月19日：路線名稱變更，川西線改名為別所線。
  - 9月1日：公司名稱改變，成為上田電鐵的車站。
- 1943年（昭和18年）10月21日：公司合併，成為上田丸子電鐵的車站。
- 1969年（昭和44年）5月31日：公司名稱改變，成為上田交通的車站。
- 1980年代 - 丸新漢堡（日语：マルシンハンバーグ）的電視廣告在此站取景，使此站的風景在全國廣播。
  - 在該廣告放映後，候車室進行了翻新（2001年8月），電纜柱替換，翻新站名牌，增置單車停泊處。但是由於車站構造與月台沒有改動，因此在放映後約30年的2017年，當時的風景與現時的風景沒有太大變化。
- 2005年（平成17年）10月3日：鐵路部門分拆為子公司，成為上田電鐵的車站。

## 車站構造
車站是一座地面車站，設有1面1線單式月台。在車站啟用時已經是停留所，至今仍然是一座無人車站。月台中央附近設有候車室。在1970年代至1980年代之間，以沒有乘客上下車時，列車不會停車並通過的車站而知名。現時不論沒有沒乘客上下車，列車也會停靠。
在2016年春天，站名牌進行翻新。站名牌上附上鐵道少女的別所線角色「八木澤舞」（取自舞田站與鄰站八木澤站）
。

## 使用狀況
以下為近年一日平均乘車人次列表。
| 年度   | 一日平均 乘車人次 |
| ------ | ----------------- |
| 2010年 | 30                |
| 2011年 | 31                |
| 2012年 | 32                |
| 2013年 | 35                |
| 2014年 | 30                |
| 2015年 | 33                |
| 2016年 | 29                |
| 2017年 | 25                |

## 車站周邊
車站與舞田村落有一段距離。車站周邊都是稻田。
- 上平池
- 櫻國際高等學校（日语：さくら国際高等学校）[1]

## 相鄰車站
上田電鐵
■別所線
中野（BE12）－舞田（BE13）－八木澤（BE14）

## 注腳
1. 1 2 3 4 5 6  信濃毎日新聞社出版部. . 信濃毎日新聞社. 2011-07-24: 336. ISBN 9784784071647 （日语）.
2. ↑  . 信濃毎日新聞. 2016年4月7日（日語）  [2021年9月5日]. （原始内容存档于2017年1月16日）.
3. ↑  《長野縣統計書》各年度版

## 外部連結
- 舞田站（BE13） | 上田電鐵株式會社 （页面存档备份，存于）（日語）